# Хоффман, Джон
Джон Томпсон Хоффман (англ. John T. Hoffman; 10 января 1828, Оссининг — 24 марта 1888) — американский политический деятель, член Демократической партии США.
Занимал пост губернатора штата Нью-Йорк (1869—1872). Также был судьёй (избран в 1860) и мэром Нью-Йорка (1866—1868). Его связи с Таммани-холл разрушили его политическую карьеру, несмотря на отсутствие доказательств, подтверждающих его причастность к коррупционной деятельности.
За всю историю Нью-Йорка только два человека занимали должность губернатора штата Нью-Йорк и мэра города — Джон Хоффман и Девитт Клинтон.
Джон Хоффман умер в Висбадене, Германия 24 марта 1888 года в возрасте 60 лет. Он был похоронен на кладбище Дейл в Оссинге.

## Память
В честь бывшего мэра Нью-Йорка Джона Хоффмана назван Остров Хоффмана.